# Colletes minutissimus
Colletes minutissimus är en biart som beskrevs av Kuhlmann 2002. Colletes minutissimus ingår i släktet sidenbin, och familjen korttungebin. Inga underarter finns listade i Catalogue of Life.